# 宋尔卫
宋尔卫（1970年4月25日—），男，汉族，广东鹤山人，临床肿瘤学家，主要研究领域为乳腺癌，九三学社社员，中国科学院生命科学和医学学部院士，中山大学教授，现任中山大学医学部主任、中山大学孙逸仙纪念医院院长、中山大学中山医学院院长、第十三届全国人民代表大会代表。

## 经历
宋尔卫生于1970年4月25日，祖籍广东鹤山雅瑶镇小江村。1988年，宋尔卫从广州市第二中学考入中山医科大学临床医学七年制专业（本硕连读）。毕业后，宋尔卫在中山二院普通外科工作，师从乳腺癌专家苏逢锡教授。1997年，宋尔卫开始攻读中山医科大学临床医学外科学博士学位；2000年，宋尔卫博士毕业。1999年至2001年，宋尔卫在德国埃森大学医学院任研究员，导师为Uwe Heemann教授。2002年至2004年，宋尔卫在美国哈佛大学医学院从事博士后工作，导师为Judy Lieberman教授。
2005年，宋尔卫获国家杰出青年科学基金资助。2007年，宋尔卫被聘为教育部长江学者特聘教授。2016年，宋尔卫担任中山大学孙逸仙纪念医院院长。2017年，宋尔卫就任中山大学中山医学院院长。2018年2月24日，当选为第十三届全国人大代表。2019年11月，宋尔卫当选为中国科学院生命科学和医学学部院士。

## 争议

### 学生集体患癌
主条目：中山二院乳腺外科患癌事件
2023年11月7日，11月7日，广东广州，有人发布消息称“中山二院（中山大学孙逸仙纪念医院）苏士成教授及宋尔卫院士课题组学生集体患癌”，后在网上发酵形成舆论风波，针对该事件宋尔卫对媒体回应称“造谣”，后该事件随中山大学发布通告、涉事实验室被拆除而不了了之。

### 疑似为儿子“开后门”、存在多重“利益勾兑”
经过《中国新闻周刊》、《澎湃新闻》等媒体确认，宋尔卫儿子即为宋世键，后者在高中时期就发表了3篇SCI论文（分别为二作、四作、五作）、成功申请了一份专利（二作），2017年以自主招生考试进入中山大学，2022年考取中山二院乳腺外科硕士研究生，其初试成绩为370，是同期录取的11名学生中分数最低，而复试成绩为477.83，在11名学生中分数最高。宋世键高中时期一篇SCI的一作、专利的一作以及研究生导师均为苏士成，而苏士成的导师正是宋世键父亲宋尔卫，同时宋尔卫的导师为苏逢锡，后者亦为苏士成的舅舅，有自媒体与网友据此怀疑其中存在多重利益交换关系、造成“学阀”、“学二代”现象。

### 多篇论文涉嫌学术不端
5GH Foundation 团队检索到多条关于宋尔卫以及其团队成员论文涉嫌学术不端的线索，共涉及11篇论文（其中一篇为苏士成与宋世键的合著论文，后者发表该论文时就读于广东省实验中学）、前后跨度超过15年，主要问题为论文内的多张图片高度相似、存在复制现象以及“细胞系使用不当”。宋尔卫及其团队仅对少量问题进行订正，对于绝大数问题则未做出回应。

### 清华讲座遭学生质问
2024年12月19日，宋尔卫在清华大学生物医学馆E109报告题目为《从乳腺癌的临床实践和理论研究看肿瘤治疗的四次革命》的讲座，被台下北京大学学生当面质疑论文图片重复、中山二院患癌事件、其子高中发表SCI、院士特权等，其演讲海报亦遭到清华附中学生撕毁。

## 成就
宋尔卫对乳腺癌的早期诊断和乳腺癌的个体化治疗（包括早期乳腺癌术前/术后辅助治疗和晚期复发转移乳腺癌的解救治疗等）作出了巨大贡献，对乳腺癌等恶性肿瘤转移亦有创新的研究。
宋尔卫曾获2009年第二届谈家桢生命科学奖创新奖、2013年何梁何利基金科学与技术创新奖，并以第一完成人身份获2015年国家自然科学奖二等奖。